# 朱梅因·琼斯
朱梅因·拉纳德·琼斯（英語：Jumaine Lanard Jones，1979年2月10日—），美国NBA联盟职业篮球运动员。他在1999年的NBA选秀中第1轮第27顺位被亚特兰大鹰选中。